# Grigori Gagarine
Pour les articles homonymes, voir Gagarine (homonymie).

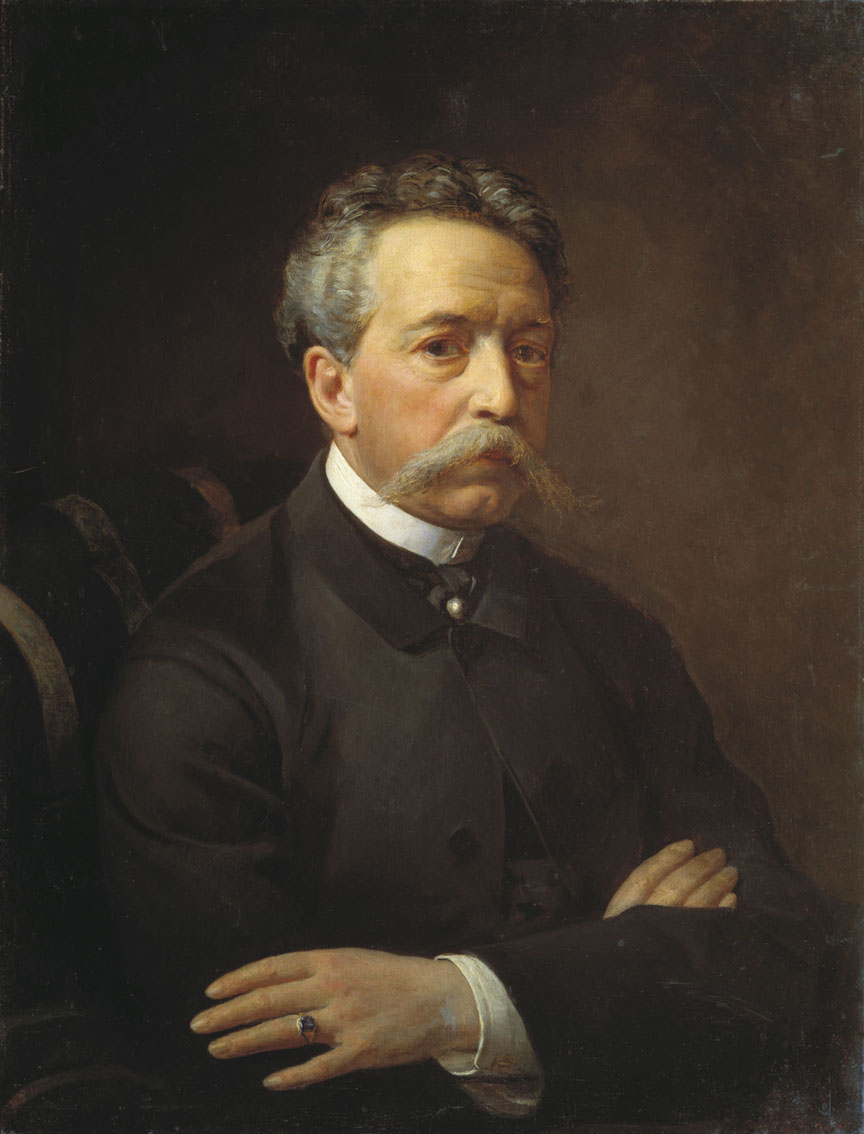
Portrait du prince en 1867 par Victor Bobrov (1841-1918)

Grigori Grigorievitch Gagarine (en russe : Григорий Григорьевич Гагарин), né le 29 avril 1810 (11 mai dans le calendrier grégorien) à Saint-Pétersbourg et mort le 30 janvier 1893 à Châtellerault en France, est un prince russe officier, diplomate, mécène, peintre et Oberhofmeister à la Cour de Sa Majesté Impériale. Il est le frère aîné du prince Evgueni Gagarine.

## Biographie

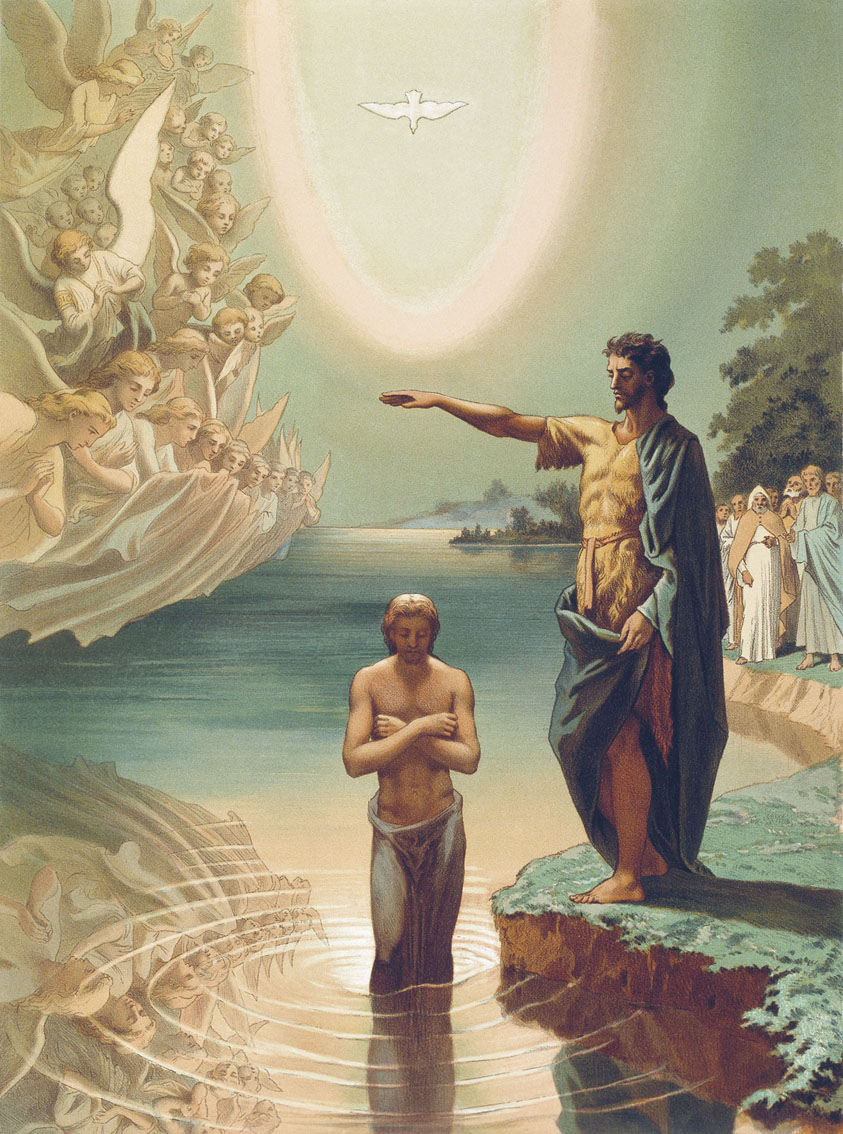
Le Baptême du Christ par Gagarine

Gagarine naît dans l'une famille des plus anciennes de Russie, les princes Gagarine, descendants des Rurikides. Il est élevé jusqu'à l'âge de treize ans par des précepteurs, auprès de ses parents à Paris et à Rome. Il entre au Collège Tolomei (it) à Sienne. Comme sa famille connaissait Karl Brioullov qui vivait à l'époque en Italie, le jeune prince prend des leçons de dessin auprès de lui. Il entre après avoir terminé ses études à l'ambassade de Russie à Paris en 1826, puis à Rome et à Constantinople. Il est à Saint-Pétersbourg en 1832, où il fait la connaissance de Pouchkine, dont il illustre la Dame de pique, et de Lermontov. Il est secrétaire d'ambassade à Munich, capitale du royaume de Bavière, de 1836 à 1838 et est l'année suivante à Saint-Pétersbourg, puis se rend dans le Caucase, où il combat pour l'Empire et suit son ami Lermontov. Ils travaillent ensemble, Lermontov écrit et Gagarine peint (Lermontoff delineavit, Gagarine pinxit). Il illustre aussi le roman de Vladimir Sollogoub, Tarantas. Il s'engage activement comme officier en 1841, après avoir eu la douleur de perdre Lermontov qui meurt en duel. Gagarine fait partie de l'expédition du prince Tchernichiov au Daghestan. Il sert dans les dragons, jusqu'en 1848. Sa bravoure lui vaut des décorations et le rang de capitaine de cavalerie (Rittmeister), puis de colonel.
Le prince Gagarine est au service du prince Vorontsov de 1848 à 1855. En plus de ses obligations militaires et administratives, Gagarine travaille beaucoup à l'embellissement de la ville de Tiflis. Il y fait construire un théâtre, peint les fresques de la cathédrale Sioni (cathédrale géorgienne de l'Assomption de Tiflis) et en restaure dans d'autres églises, dont celles du monastère de Béthanie de Géorgie.
Le prince Gagarine rentre en 1855 à Saint-Pétersbourg, où il se met au service de la grande-duchesse Marie, fille de l'empereur Nicolas et présidente de l'Académie impériale des beaux-arts. Il est à cette époque un partisan du goût byzantin en architecture et dessine la chapelle de la grande-duchesse au Palais Marie (1860). Gagarine est nommé général-major et vice-président de l'Académie impériale. Il demeure à ce poste jusqu'en 1872 et est de fait le véritable dirigeant de cette institution. Il fait construire le Musée d'art chrétien primitif, et se fait le chantre de l'œuvre de Lermontov. Il fait monter sa pièce le Démon au théâtre de l'Ermitage en 1856.
Il meurt en France en 1893.
Il épouse Ania Nikolaïevna Dolgoroukova (1823–1845) qui lui donne une fille, Yekaterina Grigorievna Gagarina (1844–1920).
Puis, il se marie avec Sofia Andreïevna Dachkova (1822-1908), fille d'Andreï Vassilievitch Dachkov et nièce de Dmitri Vassilievitch Dachkov, ancien ministre de la justice. Elle lui donne trois enfants : Grigori (1850) ; Maria (1851-1941) et Anastasia (1853).

## Galerie

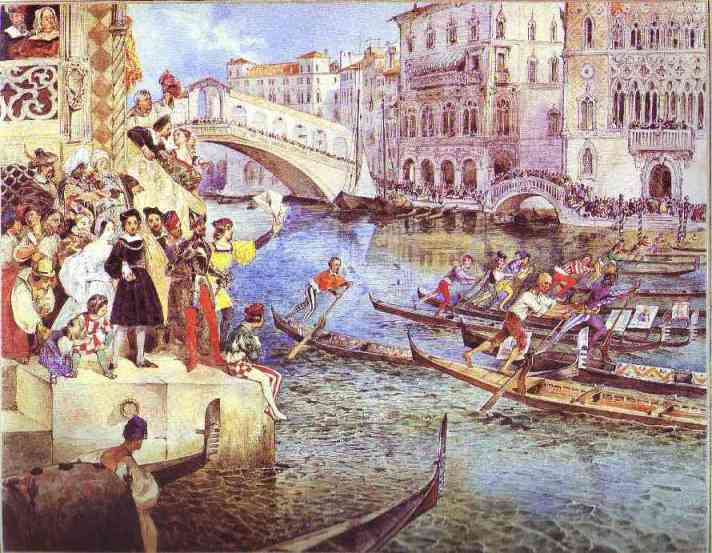
Gondoles à Venise (vers 1830).
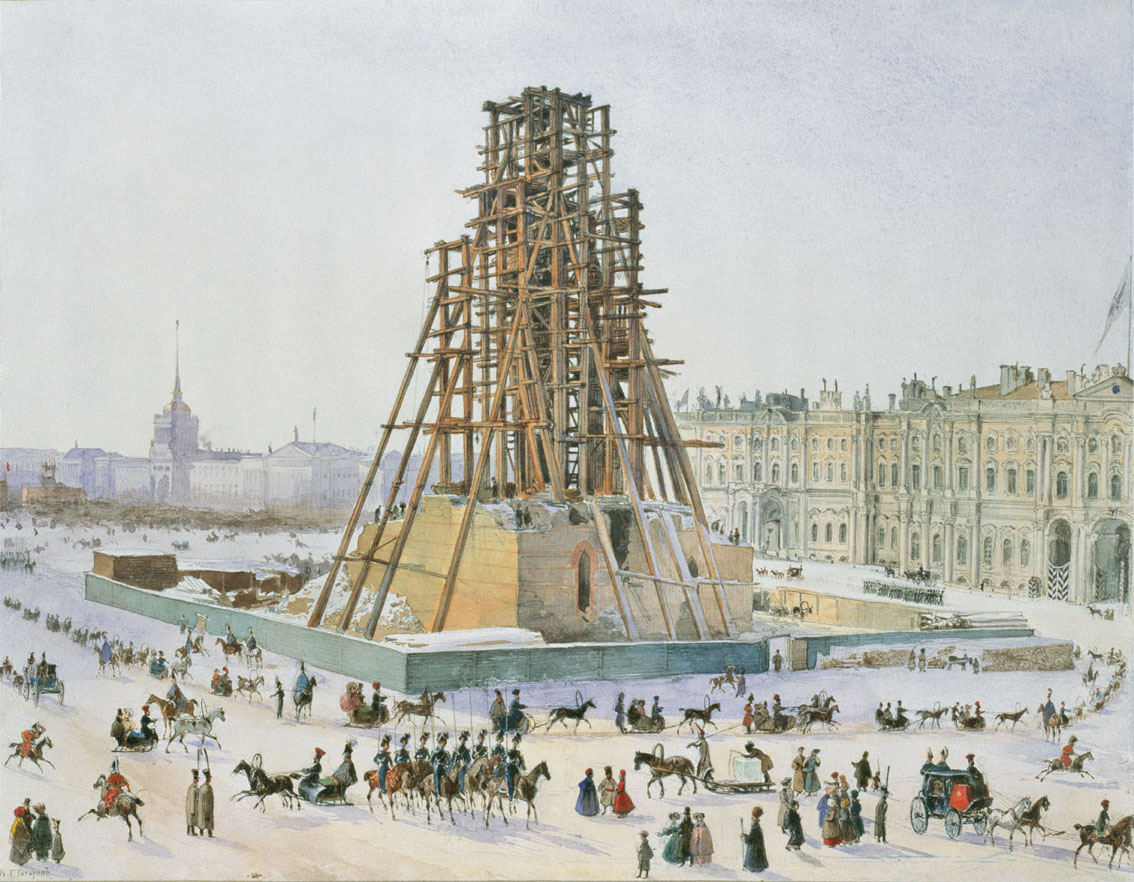
La colonne Alexandre, place du Palais (Saint-Pétersbourg) (1832-1833).
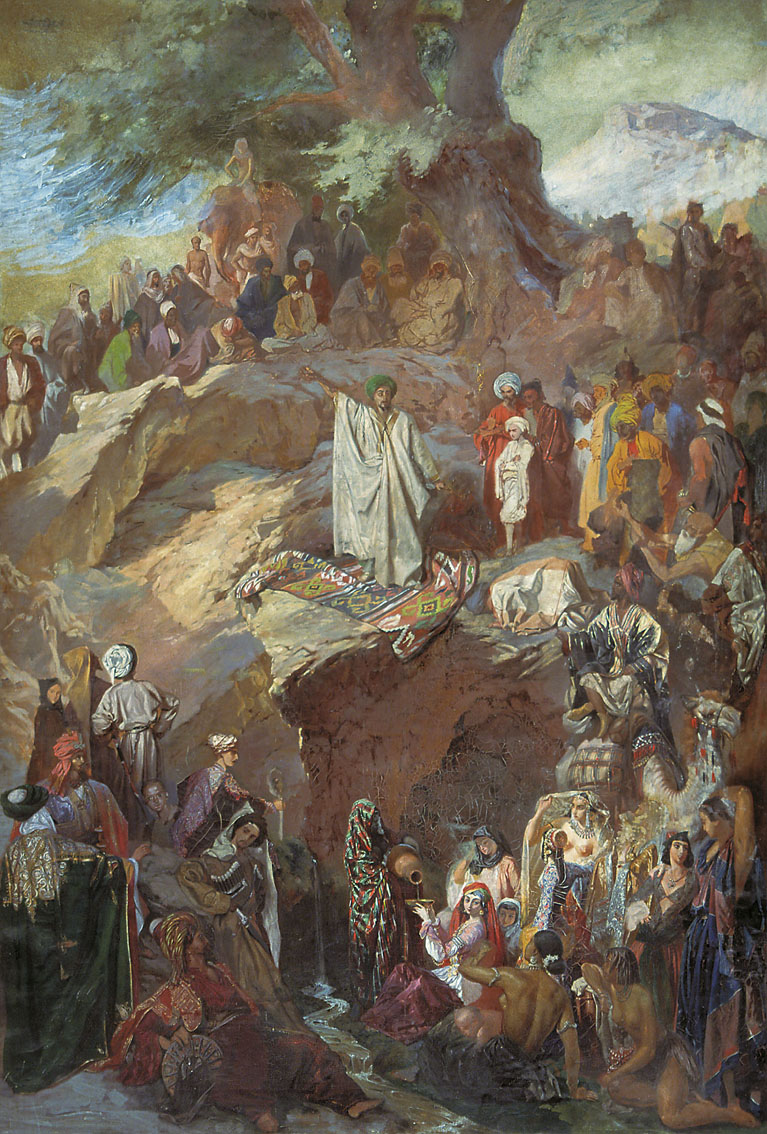
Mahomet prêchant (vers 1845).
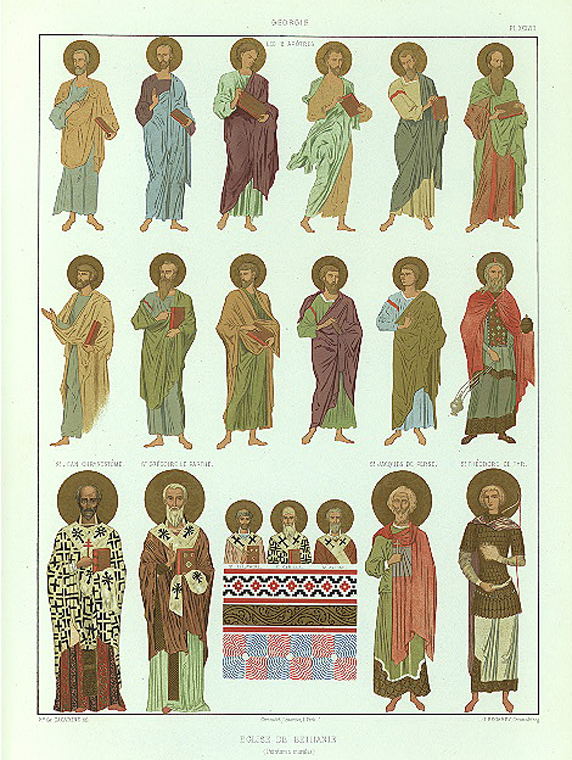
Église du monastère de Béthanie de Tiflis, projets de fresques, Tamara et Georges III (1847).
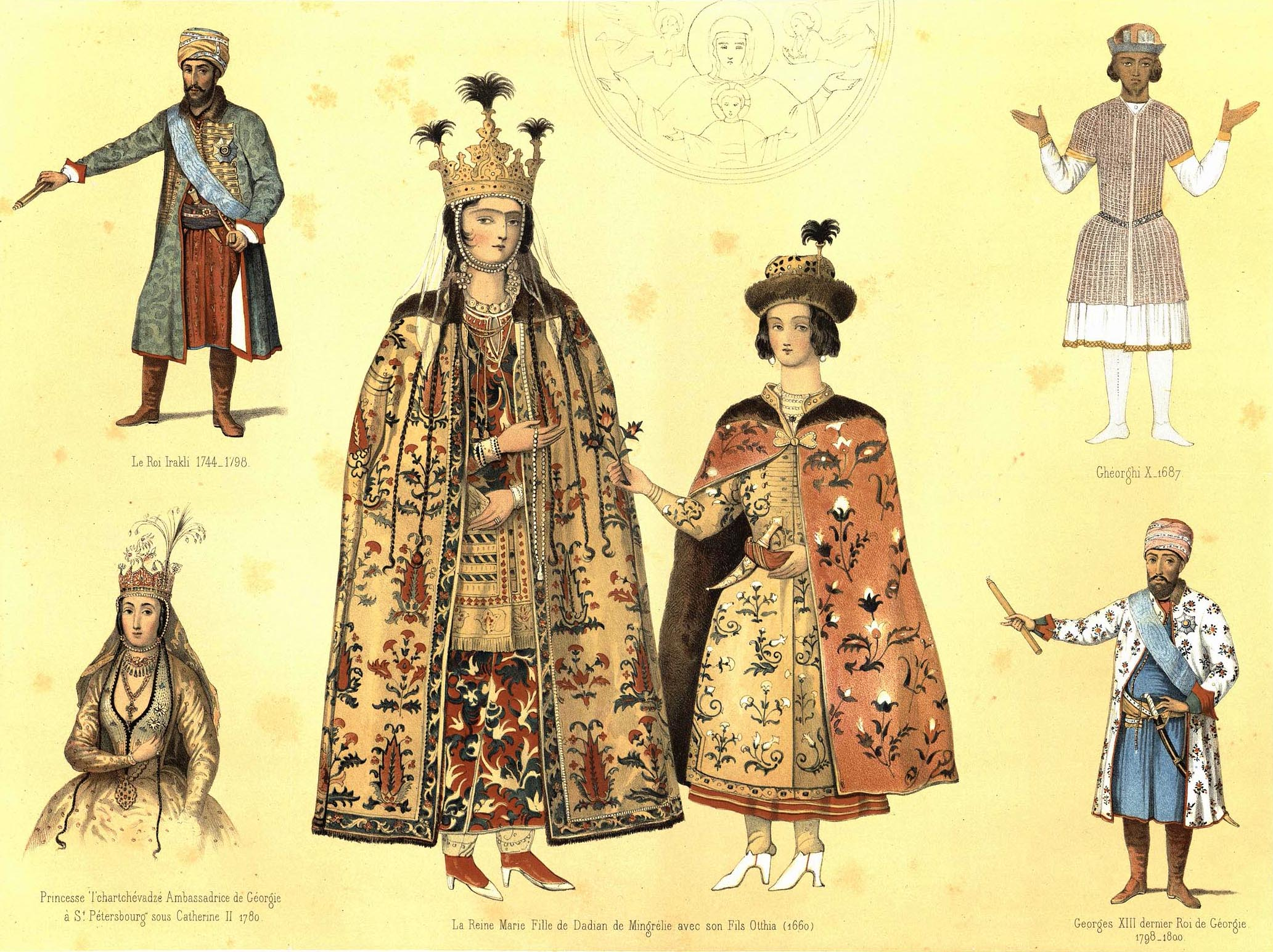
Costumes géorgiens des XVIIe et XVIIIe siècles.
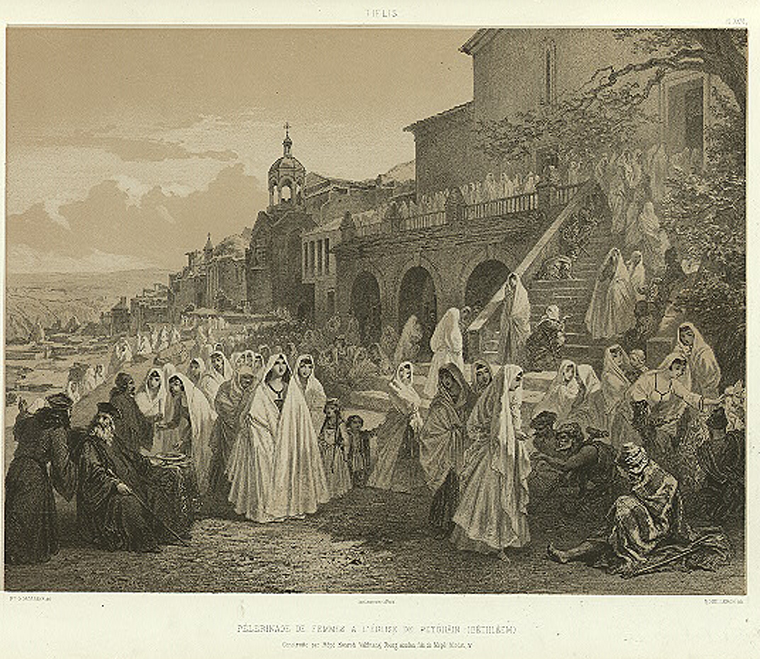
Pèlerinage de femmes à l'église de Petghain.
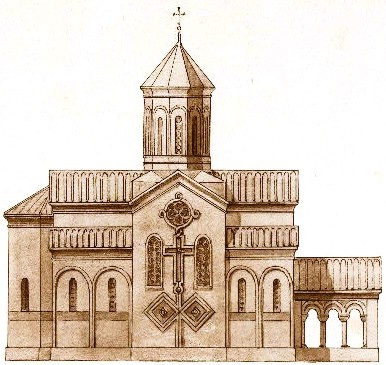
Façade d'une église géorgienne.

## Sources
- (en) Cet article est partiellement ou en totalité issu de l’article de Wikipédia en anglais intitulé « Grigory Gagarin » (voir la liste des auteurs).

- VIAF
- ISNI
- BnF (données)
- IdRef
- LCCN
- GND
- Espagne
- Belgique
- Pologne
- NUKAT
- Vatican
- Tchéquie
- Lettonie
- WorldCat